# Mariamne (fille d'Agrippa Ier)
Pour les articles homonymes, voir Mariamne.
Mariamne, née en 34, était une princesse juive appartenant aux dynasties hérodienne et hasmonéenne.

## Éléments biographiques
Elle est la fille du dernier roi de Judée Hérode Agrippa Ier et de Cypros, une fille de Phasaël frère d'Hérode le Grand. Son père Agrippa est un fils qu'Hérode le Grand a eu avec Mariamne l'Hasmonéenne. Elle est la sœur d'Hérode Agrippa II, de Bérénice, de Drusilla et de Drusus un fils d'Agrippa qui est mort alors qu'il n'était qu'un enfant.
Son père, le roi Agrippa, l'a fiancée à Julius Archelaus, fils de Chelkias (ou d'Helcias, hébreu Hilkija), un officier de la cour d'Agrippa Ier. Lorsque leur père Agrippa meurt en quatre jours à Césarée (44), Mariamne et ses sœurs ont été la cible du mépris et de la dérision des habitants grecs de Césarée et samaritains de Sébaste. Ceux-ci descendent dans les rues pour manifester leur joie,. Les plus audacieux prennent d'assaut les jardins royaux d'où ils arrachent les statues des trois filles du roi, Bérénice, Mariamne et Drusilla. Ils les emportent  dans des lupanars et miment des actes de viol sur elles. Flavius Josèphe indique « qu'après les avoir hissées sur la terrasse, ils les outragèrent de leur mieux en commettant des actes trop indécents pour être relatés. »
Vers 53, le frère aîné de Marie, Agrippa II, alors encore roi de Chalcis (Liban), « donne Mariamme à Archélaüs, fils d'Helcias, auquel son père Agrippa l'avait fiancée, et ils eurent une fille nommée Bérénice. »
Au moment où sa sœur aînée Bérénice quittait son mari Polémon, roi de Cilicie « Mariamne, après avoir quitté Archelaüs, s'unit à Démétrius, le premier des Juifs d'Alexandrie par la naissance et la fortune, qui était alors Alabarque » de la ville. L'Alabarque, correspond semble-t-il au poste de contrôleur général des douanes à Alexandrie. Alexandre Lysimaque, le frère de Philon d'Alexandrie réputé être très riche a exercé cette fonction. Son fils Marcus, marié à Bérénice, la sœur de Mariamne, lui a succédé, mais est très vite mort après ce mariage (en 48). Mariamne a eu avec Démétrius un fils qu'elle nomma Agrippinus. »
« Tous ces mariages résultent d'une même stratégie matrimoniale d'ensemble qui consiste à trouver l'époux le plus riche et le plus puissant. Selon Flavius Josèphe, les trois sœurs d'Agrippa II auraient sans cesse été en concurrence et Bérénice aurait été particulièrement jalouse de Drusilla lors de l'union de celle-ci avec Félix. »
Bien que dans le XXe livre des Antiquités judaïques, Flavius Josèphe annonce qu'il reparlera de Mariamne ultérieurement, ce passage ne se trouve pas dans les versions que nous connaissons. Comme quatre autres relations annoncées dans ce XXe et dernier livre sont introuvables dans l’œuvre de Flavius Josèphe, il a été émis l'hypothèse que la fin de cette œuvre avait été tronquée.

## Arbre généalogique
|                   |                   |                   |                   |                                                   |                                                   | Hérode le Grand                                   | Hérode le Grand                                   | Hérode le Grand                                   | Hérode le Grand                                   | Hérode le Grand    | Hérode le Grand    |                    |                    |               |               |                      |                      | Mariamne l'Hasmonéenne | Mariamne l'Hasmonéenne | Mariamne l'Hasmonéenne | Mariamne l'Hasmonéenne | Mariamne l'Hasmonéenne | Mariamne l'Hasmonéenne |           |           |          |          |          |          |  |  |           |           |           |           |           |           |  |  |  |  |  |  |  |  |  |  |  |  |  |  |  |  |  |  |  |  |
|                   |                   |                   |                   |                                                   |                                                   | Hérode le Grand                                   | Hérode le Grand                                   | Hérode le Grand                                   | Hérode le Grand                                   | Hérode le Grand    | Hérode le Grand    |                    |                    |               |               |                      |                      | Mariamne l'Hasmonéenne | Mariamne l'Hasmonéenne | Mariamne l'Hasmonéenne | Mariamne l'Hasmonéenne | Mariamne l'Hasmonéenne | Mariamne l'Hasmonéenne |           |           |          |          |          |          |  |  |           |           |           |           |           |           |  |  |  |  |  |  |  |  |  |  |  |  |  |  |  |  |  |  |  |  |
|                   |                   |                   |                   |                                                   |                                                   |                                                   |                                                   |                                                   |                                                   |                    |                    |                    |                    |               |               |                      |                      |                        |                        |                        |                        |                        |                        |           |           |          |          |          |          |  |  |           |           |           |           |           |           |  |  |  |  |  |  |  |  |  |  |  |  |  |  |  |  |  |  |  |  |
|                   |                   |                   |                   |                                                   |                                                   |                                                   |                                                   |                                                   |                                                   |                    |                    |                    |                    |               |               |                      |                      |                        |                        |                        |                        |                        |                        |           |           |          |          |          |          |  |  |           |           |           |           |           |           |  |  |  |  |  |  |  |  |  |  |  |  |  |  |  |  |  |  |  |  |
|                   |                   |                   |                   | Bérénice, fille de Salomé, sœur d'Hérode le Grand | Bérénice, fille de Salomé, sœur d'Hérode le Grand | Bérénice, fille de Salomé, sœur d'Hérode le Grand | Bérénice, fille de Salomé, sœur d'Hérode le Grand | Bérénice, fille de Salomé, sœur d'Hérode le Grand | Bérénice, fille de Salomé, sœur d'Hérode le Grand |                    |                    | Aristobule IV      | Aristobule IV      | Aristobule IV | Aristobule IV | Aristobule IV        | Aristobule IV        |                        |                        | Alexandre              | Alexandre              | Alexandre              | Alexandre              | Alexandre | Alexandre |          |          |          |          |  |  |           |           |           |           |           |           |  |  |  |  |  |  |  |  |  |  |  |  |  |  |  |  |  |  |  |  |
|                   |                   |                   |                   | Bérénice, fille de Salomé, sœur d'Hérode le Grand | Bérénice, fille de Salomé, sœur d'Hérode le Grand | Bérénice, fille de Salomé, sœur d'Hérode le Grand | Bérénice, fille de Salomé, sœur d'Hérode le Grand | Bérénice, fille de Salomé, sœur d'Hérode le Grand | Bérénice, fille de Salomé, sœur d'Hérode le Grand |                    |                    | Aristobule IV      | Aristobule IV      | Aristobule IV | Aristobule IV | Aristobule IV        | Aristobule IV        |                        |                        | Alexandre              | Alexandre              | Alexandre              | Alexandre              | Alexandre | Alexandre |          |          |          |          |  |  |           |           |           |           |           |           |  |  |  |  |  |  |  |  |  |  |  |  |  |  |  |  |  |  |  |  |
|                   |                   |                   |                   |                                                   |                                                   |                                                   |                                                   |                                                   |                                                   |                    |                    |                    |                    |               |               |                      |                      |                        |                        |                        |                        |                        |                        |           |           |          |          |          |          |  |  |           |           |           |           |           |           |  |  |  |  |  |  |  |  |  |  |  |  |  |  |  |  |  |  |  |  |
|                   |                   |                   |                   |                                                   |                                                   |                                                   |                                                   |                                                   |                                                   |                    |                    |                    |                    |               |               |                      |                      |                        |                        |                        |                        |                        |                        |           |           |          |          |          |          |  |  |           |           |           |           |           |           |  |  |  |  |  |  |  |  |  |  |  |  |  |  |  |  |  |  |  |  |
|                   |                   |                   |                   |                                                   |                                                   |                                                   |                                                   | Hérode Agrippa Ier                                | Hérode Agrippa Ier                                | Hérode Agrippa Ier | Hérode Agrippa Ier | Hérode Agrippa Ier | Hérode Agrippa Ier |               |               | Aristobule le Mineur | Aristobule le Mineur | Aristobule le Mineur   | Aristobule le Mineur   | Aristobule le Mineur   | Aristobule le Mineur   |                        |                        | Mariamne  | Mariamne  | Mariamne | Mariamne | Mariamne | Mariamne |  |  | Hérodiade | Hérodiade | Hérodiade | Hérodiade | Hérodiade | Hérodiade |  |  |  |  |  |  |  |  |  |  |  |  |  |  |  |  |  |  |  |  |
|                   |                   |                   |                   |                                                   |                                                   |                                                   |                                                   | Hérode Agrippa Ier                                | Hérode Agrippa Ier                                | Hérode Agrippa Ier | Hérode Agrippa Ier | Hérode Agrippa Ier | Hérode Agrippa Ier |               |               | Aristobule le Mineur | Aristobule le Mineur | Aristobule le Mineur   | Aristobule le Mineur   | Aristobule le Mineur   | Aristobule le Mineur   |                        |                        | Mariamne  | Mariamne  | Mariamne | Mariamne | Mariamne | Mariamne |  |  | Hérodiade | Hérodiade | Hérodiade | Hérodiade | Hérodiade | Hérodiade |  |  |  |  |  |  |  |  |  |  |  |  |  |  |  |  |  |  |  |  |
|                   |                   |                   |                   |                                                   |                                                   |                                                   |                                                   |                                                   |                                                   |                    |                    |                    |                    |               |               |                      |                      |                        |                        |                        |                        |                        |                        |           |           |          |          |          |          |  |  |           |           |           |           |           |           |  |  |  |  |  |  |  |  |  |  |  |  |  |  |  |  |  |  |  |  |
| Hérode de Chalcis | Hérode de Chalcis | Hérode de Chalcis | Hérode de Chalcis | Hérode de Chalcis                                 | Hérode de Chalcis                                 |                                                   |                                                   | Bérénice                                          | Bérénice                                          | Bérénice           | Bérénice           | Bérénice           | Bérénice           |               |               | Hérode Agrippa II    | Hérode Agrippa II    | Hérode Agrippa II      | Hérode Agrippa II      | Hérode Agrippa II      | Hérode Agrippa II      |                        |                        | Mariamne  | Mariamne  | Mariamne | Mariamne | Mariamne | Mariamne |  |  | Drusilla  | Drusilla  | Drusilla  | Drusilla  | Drusilla  | Drusilla  |  |  |  |  |  |  |  |  |  |  |  |  |  |  |  |  |  |  |  |  |
| Hérode de Chalcis | Hérode de Chalcis | Hérode de Chalcis | Hérode de Chalcis | Hérode de Chalcis                                 | Hérode de Chalcis                                 |                                                   |                                                   | Bérénice                                          | Bérénice                                          | Bérénice           | Bérénice           | Bérénice           | Bérénice           |               |               | Hérode Agrippa II    | Hérode Agrippa II    | Hérode Agrippa II      | Hérode Agrippa II      | Hérode Agrippa II      | Hérode Agrippa II      |                        |                        | Mariamne  | Mariamne  | Mariamne | Mariamne | Mariamne | Mariamne |  |  | Drusilla  | Drusilla  | Drusilla  | Drusilla  | Drusilla  | Drusilla  |  |  |  |  |  |  |  |  |  |  |  |  |  |  |  |  |  |  |  |  |

- L'ordre des enfants d'Aristobule IV et Bérénice fille de Salomé, sœur d'Hérode le Grand est arbitraire.
- Bérénice et Hérode Agrippa II sont permutés pour la commodité de la représentation.
- Seul le deuxième mariage de Bérénice avec son oncle Hérode de Chalcis est représenté.

### Source
- Christian-Georges Schwentzel, Hérode le Grand, Pygmalion, Paris, 2011  (ISBN 9782756404721).